# Александровка-2 (Могилёвская область)
Алекса́ндровка-2 (бел. Аляксандраўка) — деревня в Славгородском районе Могилёвской области Белоруссии. Входит в состав Гиженского сельсовета.
В деревне функционирует Дом социальных услуг.
Рядом с деревней протекает река Сож.